# Nicolaikirche (Bornholm)

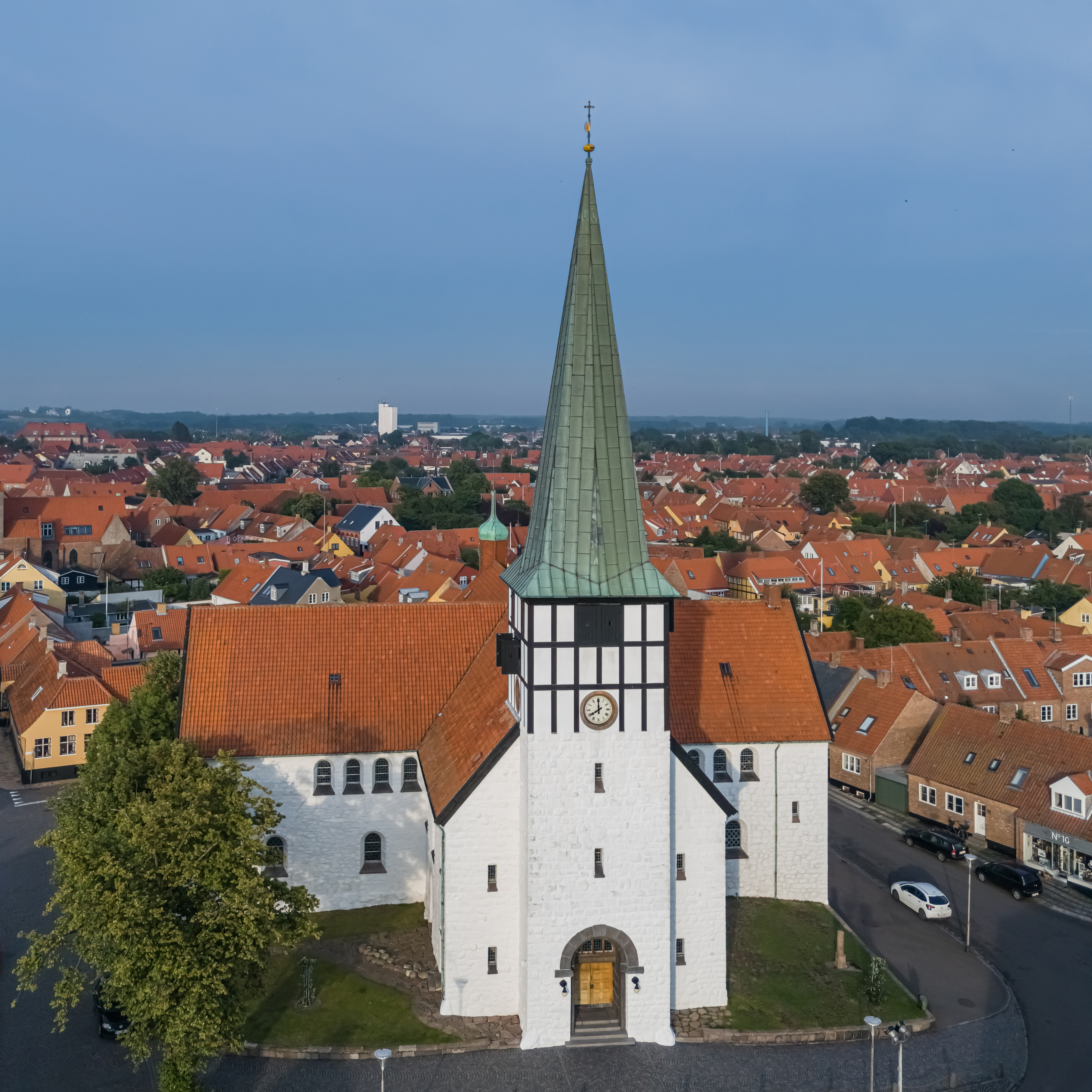
Die Nicolaikirche in Rønne, Luftbild

Die heutige Nicolaikirche  (dänisch Sankt Nicolai Kirke) in Rønne auf der dänischen Insel Bornholm stammt aus dem Jahr 1275 und wurde 1918 grundlegend umgebaut. Sie ist nach dem heiligen Nikolaus benannt und gehört zum evangelisch-lutherischen Bistum Kopenhagen.

## Geschichte
Um 1275 wurde die erste, kleinere Kirche von Rønne gebaut. Sie war nur eine kleine Sommerkapelle, während die Hauptkirche Sankt Knuds in der Kirchengemeinde (dänisch Sogn) Knudsker Sogn stand. Die Salomons Kapel stand als weitere Sommerkapelle in Hammerknuden. Hammerknuden oder Hammeren wird die Nordspitze Bornholms genannt. Dort befindet sich auch die Burgruine Hammershus.
Von der ursprünglichen Grundmauer der Nicolaikirche von 1275 sind in der Nordwestecke des heutigen Kirchenschiffs einige Meter erhalten geblieben.
Um 1350 wurde ein großer Anbau auf der Westseite der Kirche ausgeführt und die Länge der Kirche damit fast verdoppelt. Ein Teil der heutigen Nordmauer stammt noch aus dieser Zeit. Aus dieser Zeit sind auch der Taufstein der Kirche, eine gotische Frauentür und das Weihekreuz erhalten geblieben. Unter dem Weihekreuz sind 63 Silbermünzen aus der Zeit der Einweihung der Kirche eingemauert. Der Taufstein wurde auf Gotland in Kalkstein gefertigt. Im späten Mittelalter wurde die Kirche mit einem neuen fünfeckigen Chor erweitert. Der große Grundstein des ursprünglichen Chors ist in der Nordmauer des heutigen Chors noch erhalten geblieben.
1550 wurde am westlichen Ende der Kirche ein Turm gebaut, der 1699 umgebaut wurde.
Eine Pesttafel (etwa um 1600) befindet sich heute im Bornholms Museum.
Um den Platz in der Kirche zu vergrößern, wurden Emporen gebaut, die für die Kinder und die Dienerschaft bestimmt waren. Die Pax’sche Empore mit Bildern vom Leidensweg Jesu ist erhalten geblieben. Pax war der Name des Stifters, der ursprünglich Michel Nielsen hieß. Er war auf Rønne geboren und nach Pommern ausgewandert. Dort arbeitete er sich auf einem Gutshof empor und heiratete nach dem Tod des Gutsherren dessen Witwe, wobei er mit dem Gut auch den Namen des verstorbenen Gutsherren Pax übernahm. Er stiftete 1721 die Pax’sche Empore. Sie war ursprünglich gegenüber der Kanzel an der Nordmauer angebracht und den vornehmsten Bürgern der Stadt vorbehalten. Ansonsten blieb die spätmittelalterliche Kirche bis 1797 unverändert.
1797 wurde der heutige Nordflügel gebaut und gleichzeitig die Orientierung der Kirche geändert: Der Nordflügel wurde zum Hauptschiff, der Altar wurde dem Nordflügel gegenüber an die Südwand gesetzt und die Kanzel über den Altar gebaut.
1915 bis 1918 erfolgte der große Umbau der Kirche. Man ließ die Nordmauer und den Nordflügel stehen, machte aber das alte Schiff um zweieinhalb Meter breiter und entsprechend höher, orientierte die Kirche wieder nach Osten und baute spiegelbildlich zum Nordflügel einen Südflügel, sodass die Kirche einen kreuzförmigen Grundriss bekam. Außerdem ersetzte man den alten Turm durch eine Kopie im richtigen Größenverhältnis. Schiff und Chor wurden eingewölbt, im Schiff ruht das Gewölbe auf Granitsäulen vor den Emporen. Das heutige Kirchengebäude wurde am 26. Mai 1918 eingeweiht. Eine weitere Restaurierung erfolgte 1982 bis 1983, dabei wurde der Fußboden mit Paradisbakke-Granit (Paradisbakke-Migmatit) ausgekleidet.

## Innenausstattung

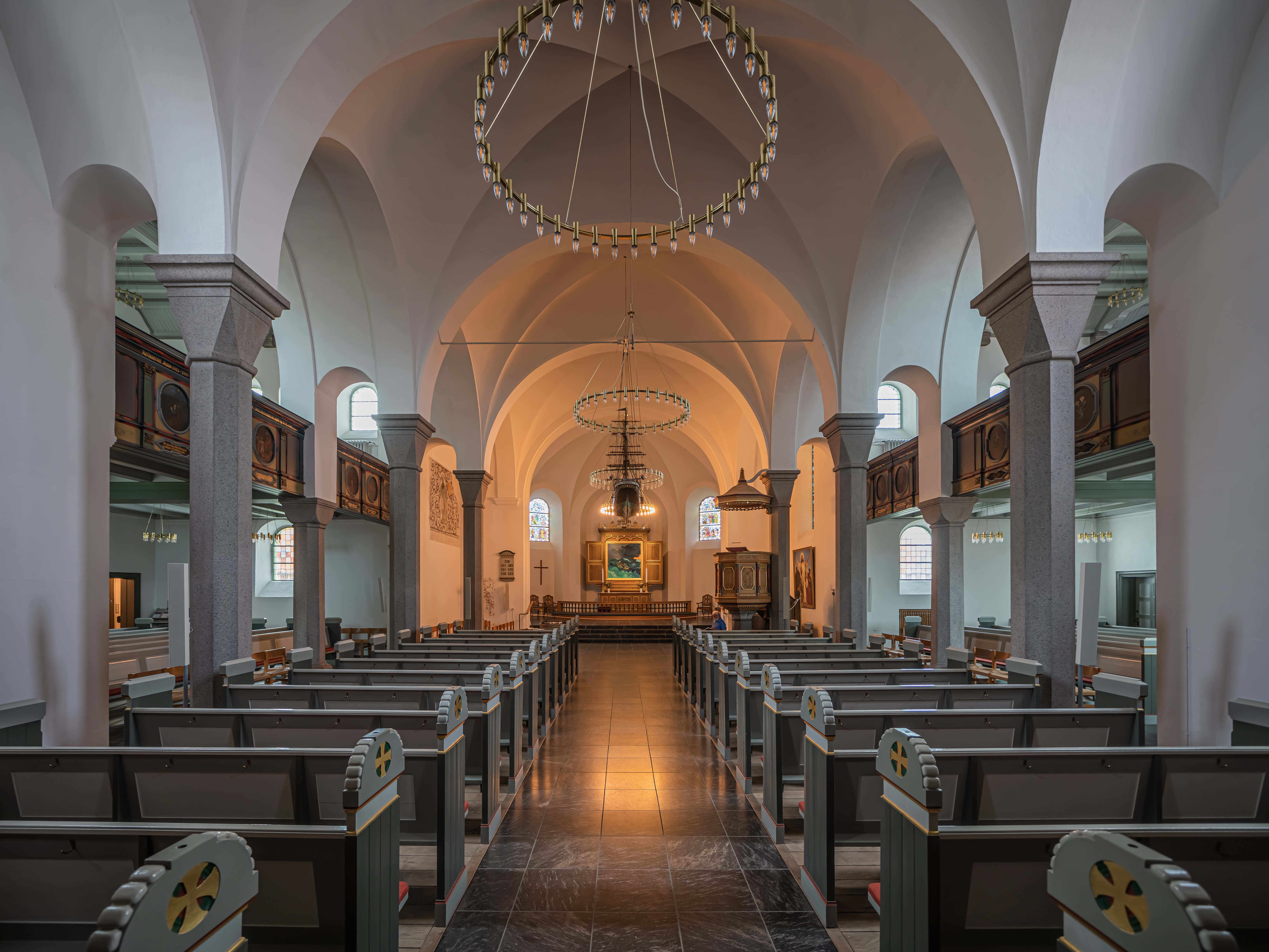
Schiff nach Osten

Beim großen Umbau der Kirche 1915 bis 1918 wurde ein Holzaltar mit Holzschnitzereien des Bornholmer Holzschnitzers Christian Koefoed (1882–1958) aufgestellt. Die Vorderseite des Altars stellt das Gotteslamm mit der Siegerfahne dar. Eine Gedichtzeile von N. F. S. Grundtvig – „Der Lebensbaum sprießt aus der Wurzel des Kreuzes“ – ist in den Holzschnitzereien an der Kanzel umgesetzt. Die Endstücke der Kirchenbänke sind verschieden geschnitzte Kreuze. Alle Holzschnitzereien wurden von Koefoed ausgeführt.

### Votivschiffe
Im Kirchenschiff hängt ein Modell der Fregatte „Dannebrog“ von 1873. Ein kleineres Schiffsmodell, die „Thetis“, benannt nach der Meeresnymphe Thetis aus der griechischen Mythologie, ist ein Geschenk aus dem Jahre 1969. Es wird in einer Prozession beim jährlichen Gedenkgottesdienst zu Ehren der ums Leben gekommenen Seeleute und Fischer mitgeführt.

### Kronleuchter
Der große Kronleuchter in der Kirche wurde 1620 in Lübeck angefertigt. 

### Orgel
Ihre erste Orgel bekam die Kirche 1638 als Geschenk der Brüder Jeppe und Lars Hansen und war bis 1806 in Gebrauch. Die nächste Orgel wurde 1829 an die Kirche in Allinge-Sandvig verkauft. 1829 baute der dänische Orgelbauer Hans Friderich Oppenhagen (1764–1833) eine neue Orgel, die dann bis 1899 benutzt wurde. 1899 bauten die Fa. A. H. Busch & Söhne (Kopenhagen) eine neue Orgel mit 18 Stimmen. 1931 wurde diese Orgel von Theodor Frobenius & Co. ausgebaut. 1961 wurde sie durch eine neue Orgel von Theodor Frobenius ersetzt. Nach weiteren Umbauten im Jahre 1990 hat die Orgel heute 51 Stimmen, vier Manuale und Pedal. Seit 2010 besitzt sie ein neues Setzersystem mit 7680 Kombinationsmöglichkeiten.

### Glasmosaik
Die Glasmosaiken an den Chorfenstern und am Fenster an der Kanzel aus dem Jahre 1954 sind von Prof. Kresten Iversen (1886–1955). Sie stellen das Gleichnis vom Sämann dar.
Etwa um 1550 wurde die Kirche mit einer Bildreihe der 12 Apostel ausgestattet. Erhalten geblieben ist jedoch nur noch das Fresko, das Judas Thaddäus zeigt. Es befindet sich über dem Taufstein.

### Glocken
Die Kirche hat drei Glocken. Die kleinste stammt aus dem Jahre 1300. Sie wurde in Deutschland gegossen und trägt die Inschrift: „O König der Ehre, Christus, komm in Frieden“.
Die mittlere Glocke, die Mariaglocke, wurde wahrscheinlich für die St.-Marien-Kirche in Greifswald gegossen. Ihre Inschrift lautet „Heil dir Maria, voller Gnade, der Herr ist mit dir. Sante Claus 1433“. Kaufleute aus Greifswald ließen die Mariakapelle 1434 in Greifswald bauen. Diese Kapelle wurde im 16. Jahrhundert in ein Gymnasium umgestaltet und die Glocke der Nikolaikirche in Rønne geschenkt.
Die größte Glocke stammt aus dem Jahre 1483 oder 1583 und wurde 1903 umgegossen.

## Galerie

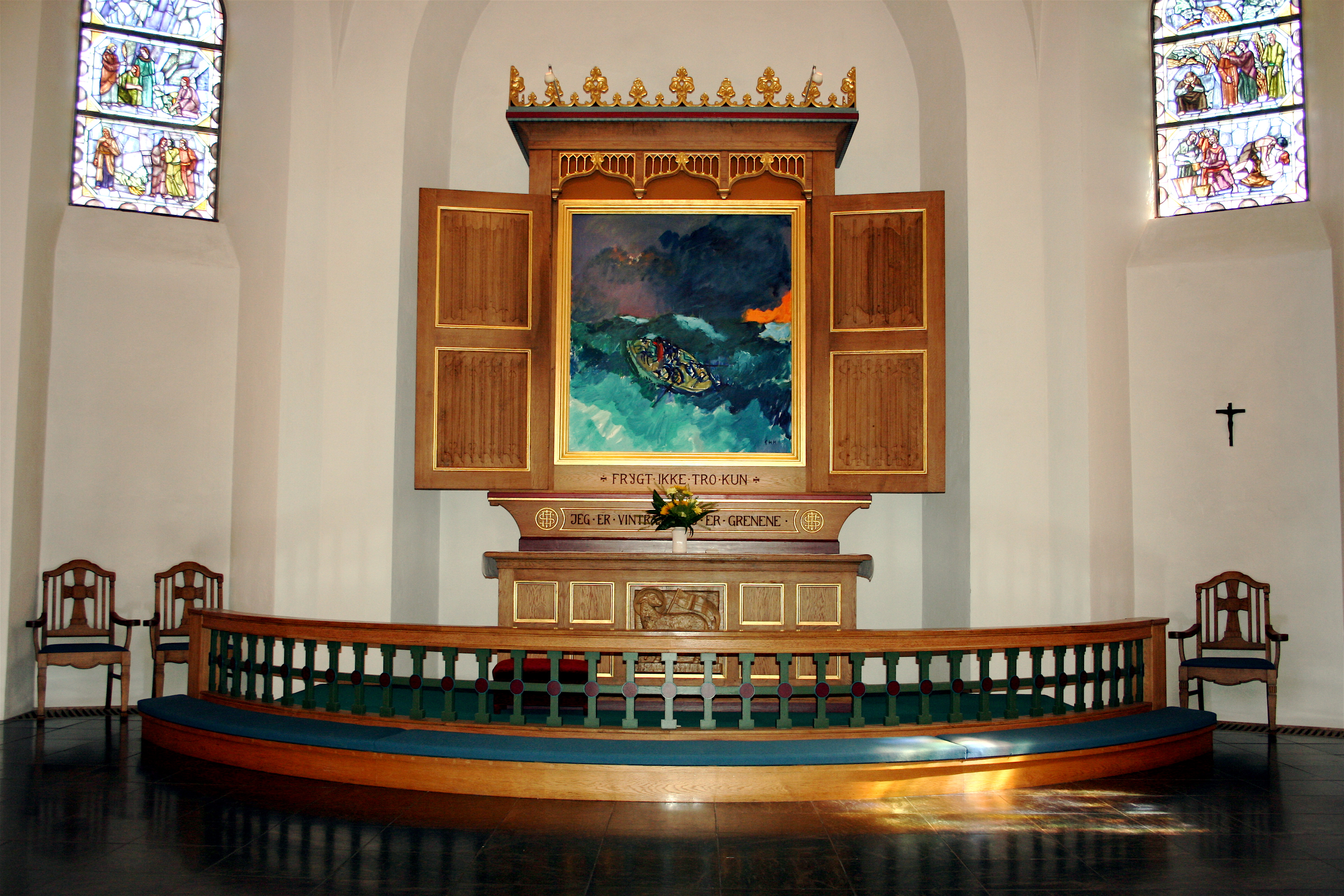
Altar
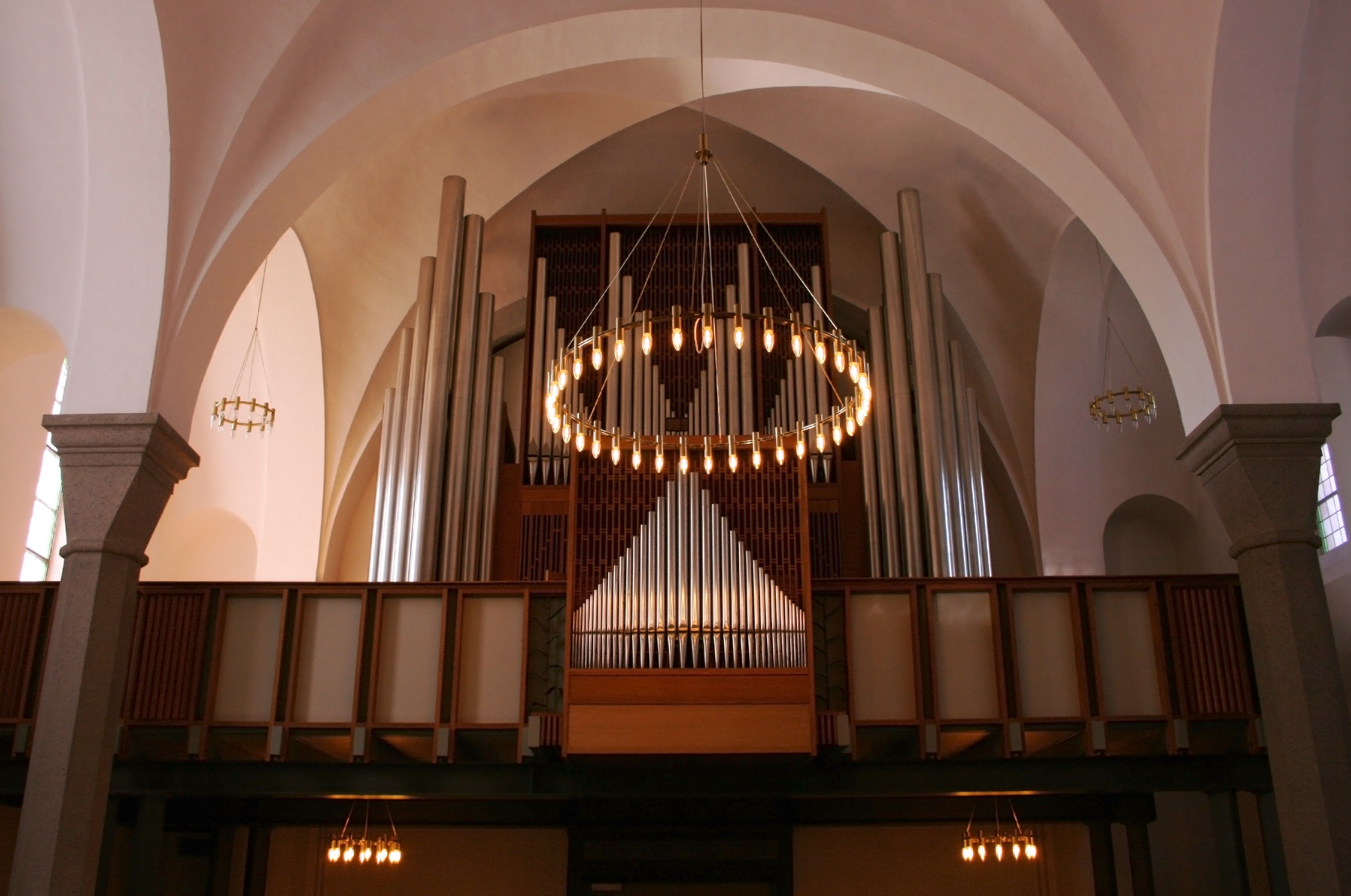
Schiff nach Westen Orgel
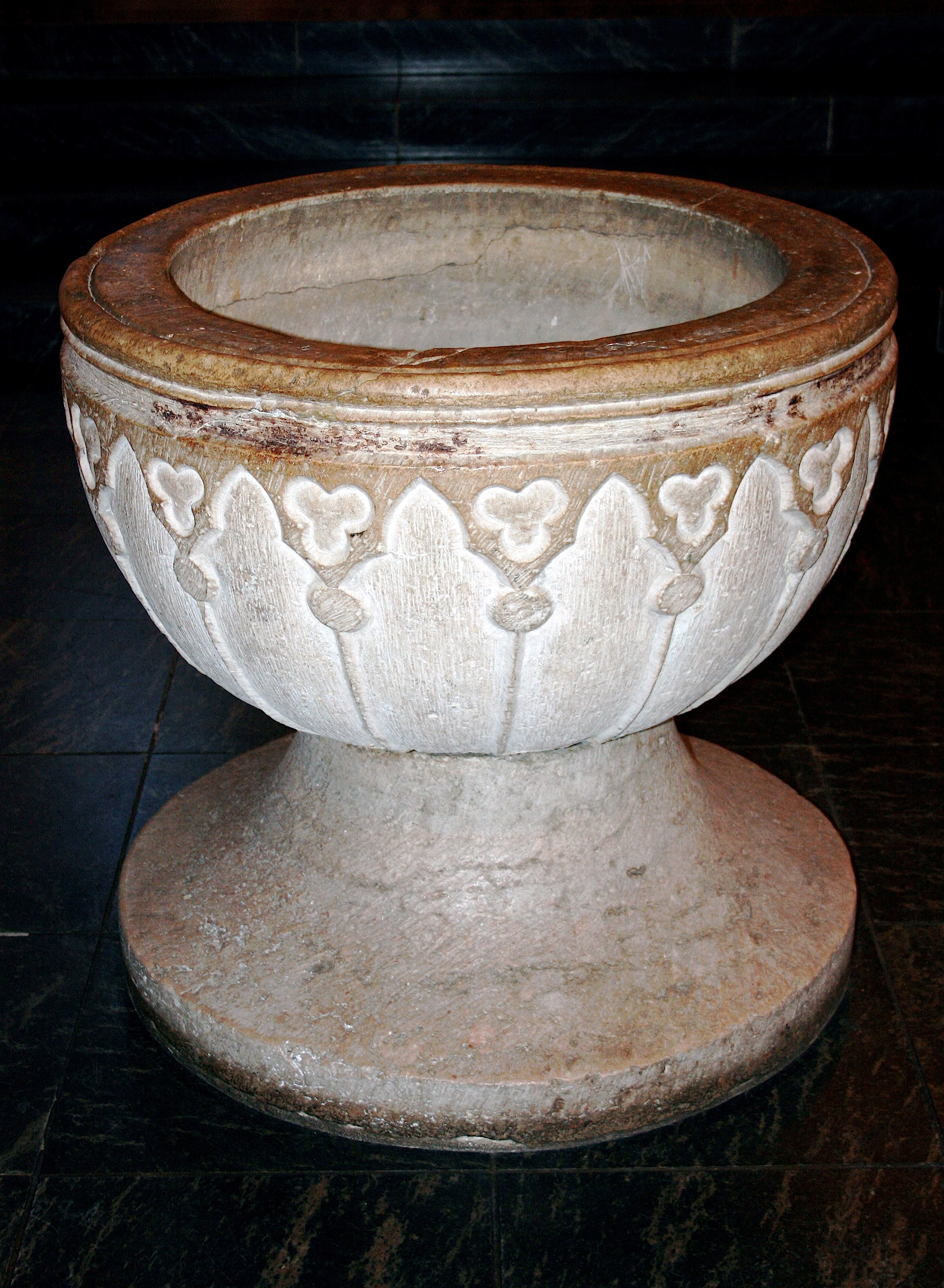
Taufbecken
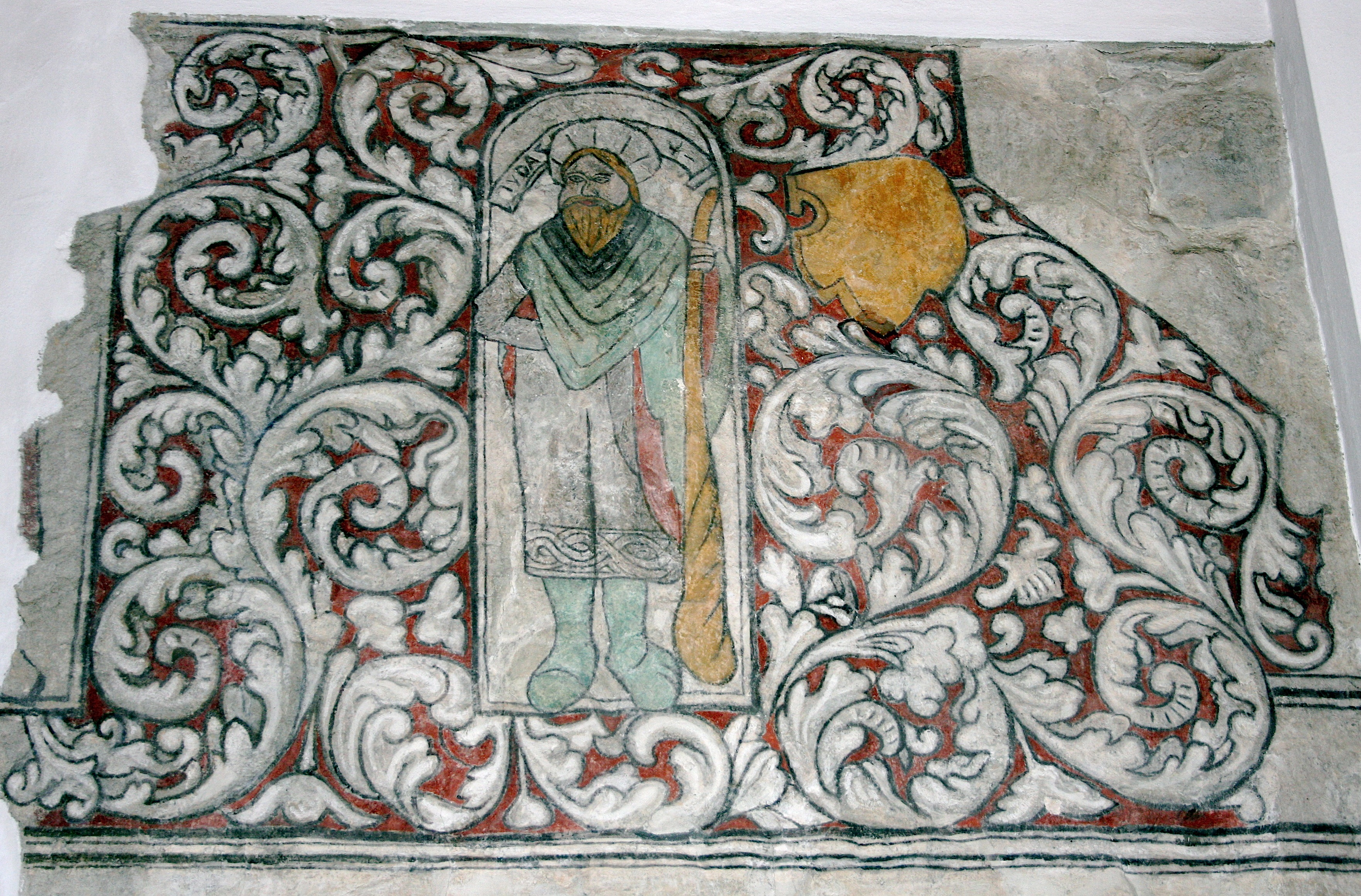
Aufgedeckte Fresken
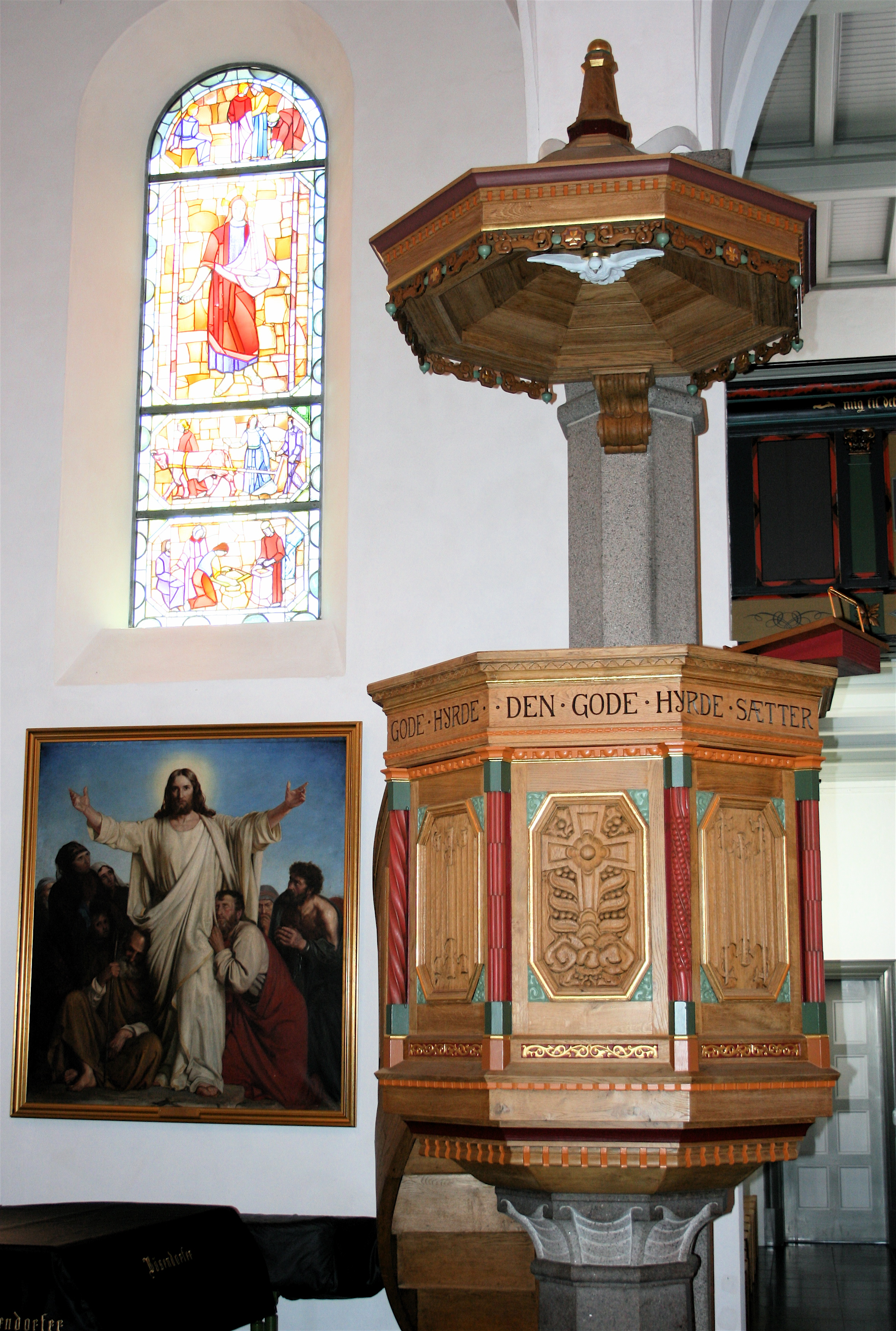
Kanzel
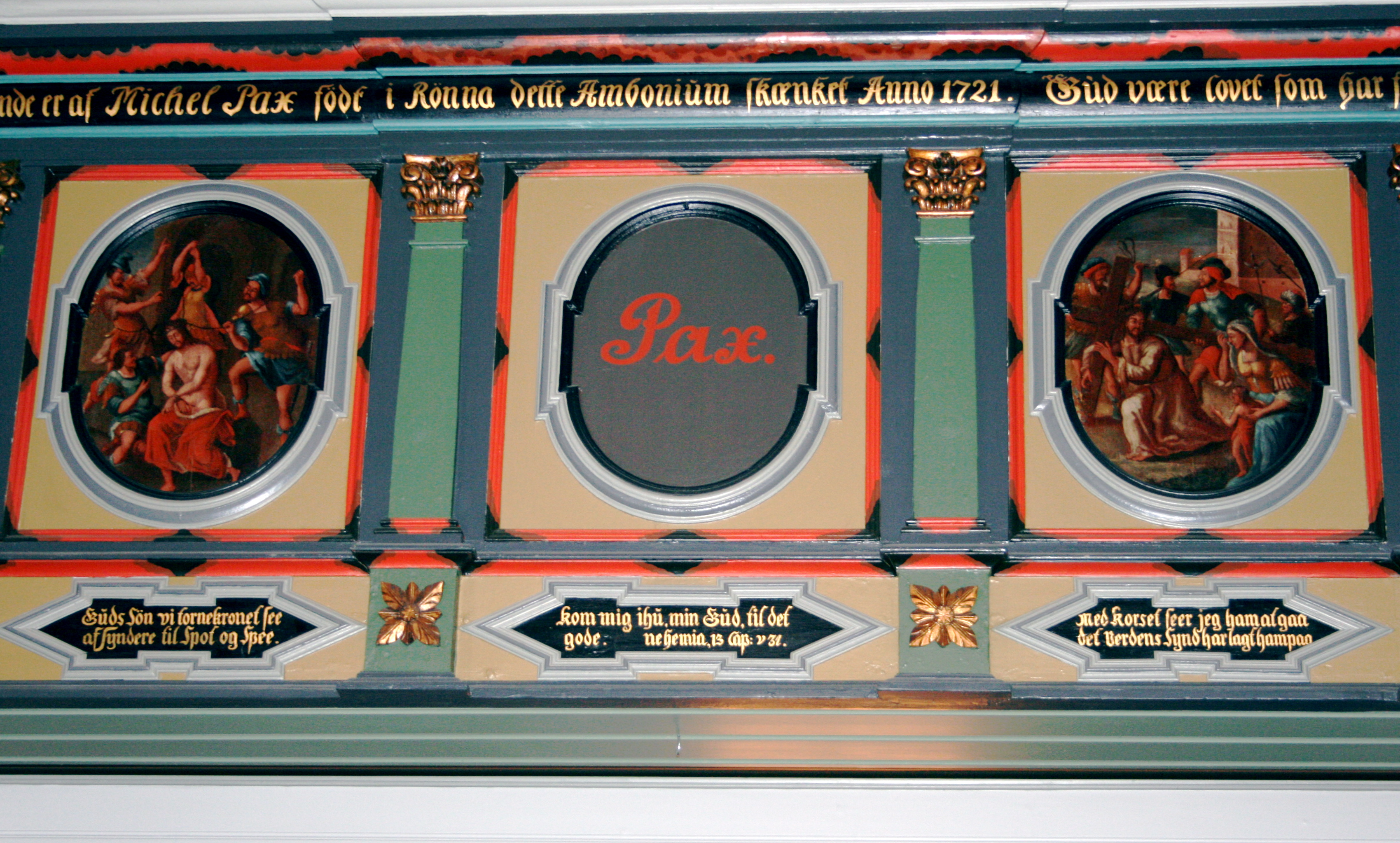
Pax’sche Galerie